# Shimoneta to Iu Gainen ga Sonzai Shinai Taikutsu na Sekai
Shimoneta to Iu Gainen ga Sonzai Shinai Taikutsu na Sekai (jap. 下ネタという概念が存在しない退屈な世界, dt. „Eine langweilige Welt in der das Konzept namens anzügliche Witze nicht existiert“), kurz Shimoseka (下セカ), ist eine seit 2012 erscheinende dystopische, komödiantische Light-Novel-Reihe von Hirotaka Akagi mit den Illustrationen von Eight Shimotsuki. 2015 wurde eine Anime-Adaption ausgestrahlt, die auch auf Deutsch erscheint.

## Handlung
Vor 16 Jahren hat die Regierung Japans das „Gesetz zur Gesundheitserziehung zur öffentlichen Ordnung und guten Sitten“ (公序良俗健全育成法, Kōjo ryōzoku kenzen ikusei hō) in Kraft gesetzt, durch das alle sexuellen Darstellungen und Äußerungen verboten wurden. Zur Durchsetzung muss jeder Bürger ein Halsband tragen, das automatisch und unverzüglich jeden Verstoß an die Sittenpolizei meldet.
Tanukichi Okuma (奥間 狸吉) war zuvor an der wegen der vielen Verstöße berüchtigtsten Mittelschule Japans und freut sich auf seinen Wechsel an die Musteroberschule Tokioka Gakuen, da an dieser auch sein Schwarm Anna Nishikinomiya (アンナ・錦ノ宮) ist. Sie ist die Tochter der Vorsitzenden des nationalen Elternrats Sophia Nishikinomiya (ソフィア・錦ノ宮) und des Politikers Matsukage Nishikinomiya (錦ノ宮 祠影), die beide das Gesetz auf den Weg gebracht haben und verschärfen möchten, sowie Vorsitzende des Schülerrats und bittet ihn, sich diesem anzuschließen. Der Grund dafür ist, dass die stadtbekannte Perverse Setsugen no Ao (雪原の青, „das Blaue des Schneefelds“), der es aus unerklärlichen Gründen stets gelingt der Sittenpolizei zu entkommen, auch gelegentlich auf dem Schulgelände unterwegs ist. Da Anna behütet aufgewachsen ist, kann sie die Anzeichen von unanständigen Akten nicht erkennen, bis es zu spät ist und diese ausgeführt wurden. Daher hat sie sich dafür eingesetzt, dass Okuma an die Schule aufgenommen wird, damit er mit seiner Erfahrung aus seiner vorigen Schule den Schülerrat unterstützt.
Später bittet ihn die stellvertretende Vorsitzende Ayame Kajō (華城 綾女) zu einem vertraulichen Gespräch, in dem sie sich als Setsugen no Ao zu erkennen gibt. Sie meint, mit ihm einen Gleichgesinnten gefunden zu haben, da Tanukichis Vater ein bekannter Obszönitäten-„Terrorist“ war. Als Tanukichi die Polizei rufen will, erpresst sie ihn damit, dass das nur negativ auf Anna zurückfallen würde, sich ihr anzuschließen. Er wird damit unfreiwilliges Gründungsmitglied von Ayames „Terrororganisation“ SOX, die die ihrer Meinung nach langweilige Welt durch anzügliche Scherze aufregender machen will. Später gesellen sich als weitere SOX-Mitglieder noch die Mitschülerinnen Otome Saotome (早乙女 乙女), Kosuri Onigashira (鬼頭 鼓修理) und Yutori Nuregoromi (濡衣 ゆとり) hinzu. Daneben interessiert sich noch die exzentrische Hyōka Fuwa (不破 氷菓) für Tanukichi, die mit ihm das Geheimnis, wo Babys herkommen, herausfinden will.

## Veröffentlichung
Die Light Novel ist das Debütwerk des Autors Hirotaka Akagi. Er reichte sie 2011 zum Nachwuchspreis Shōgakukan Light Novel Taishō ein und wurde unter 829 Einsendungen als einer der vier Gewinner ausgewählt. Er erhielt daraufhin vom Verlag Shōgakukan das Angebot, sein Werk zu verlegen. Die Reihe wird von Eight Shimotsuki illustriert und erscheint beim Light-Novel-Imprint Gagaga Bunko des Verlags in bisher (Stand: Januar 2016) zehn Bänden:
1. ISBN 978-4-09-451352-3, 18. Juli 2012
2. ISBN 978-4-09-451376-9, 20. November 2012
3. ISBN 978-4-09-451407-0, 18. April 2013
4. ISBN 978-4-09-451432-2, 20. August 2013
5. ISBN 978-4-09-451463-6, 17. Januar 2014
6. ISBN 978-4-09-451485-8, 20. Mai 2014
7. ISBN 978-4-09-451511-4, 18. September 2014
8. ISBN 978-4-09-451536-7, 18. Februar 2015
9. ISBN 978-4-09-451555-8, 18. Juni 2015
10. ISBN 978-4-09-451572-5, 18. September 2015

Der elfte und letzte Band ist für den 18. Februar 2016 geplant.

## Adaptionen

### Manga
Im Manga-Magazin Comic Blade des Verlags Mag Garden erscheint seit dem 28. März 2014 (Ausgabe 5/2014) die Mangareihe Shimoneta to Iu Gainen ga Sonzai Shinai Taikutsu na Sekai: Man●-hen (下ネタという概念が存在しない退屈な世界 マン●篇) zum Roman, wobei Man●-hen einerseits als „Manga-Fassung“ verstanden werden kann, andererseits die Schwärzung der Silbe häufig für das Wort manko, einem Slangbegriff für Vagina, verwendet wird. Die Zeichnungen stammen von der Hentai-Mangaka Yuzuki N’. Bisher (Stand: Januar 2016) wurden die Kapitel in drei Sammelbänden (Tankōbon) zusammengefasst.

### Anime
Im Oktober 2014 wurde eine Adaption des Werks als Anime-Fernsehserie bekanntgegeben. Animiert wird die Serie von Studio J.C.Staff unter der Regie von Yōhei Suzuki, während Masahiro Fujii das Character Design für den Anime anpasst. Die 12 Folgen wurden vom 4. Juli bis 19. September 2015 auf AT-X ausgestrahlt, sowie mit bis zu drei Tagen Versatz auch auf Tokyo MX, KBS Kyōto, Chiba TV, TV Kanagawa, TV Saitama, Sun TV, TV Aichi und BS11. Die Serie erschien auch auf sechs Blu-rays/DVD zwischen dem 26. August 2015 und 27. Januar 2016.
Für den deutschsprachigen Raum wurde die Serie von Kazé Deutschland lizenziert, die ihn als SHIMONETA – A Boring World Where the Concept of ‘Dirty Jokes’ Doesn’t Exist bzw. kurz Shimoneta über das Videoportal Anime on Demand auch als Simulcast zur japanischen Ausstrahlung mit deutschen Untertiteln streamen. In Nordamerika geschieht dies durch Funimation mit englischen Untertiteln als Shimoneta: A Boring World Where the Concept of Dirty Jokes Doesn’t Exist. Kazé veröffentlichte Shimoneta vom 29. Juli 2016 bis zum 25. November 2016 in Deutschland auf DVD und Blu-ray Disc. Das erste Volume erschien dabei auch in einer limitierten Fassung mit Sammelschuber.

#### Synchronisation
Die deutsche Sprachfassung wurde von der Berliner Synchronfirma Oxygen Sound Studios angefertigt. Die Synchronregie übernahm Torsten Sense.
| Rolle                | japanischer Sprecher (Seiyū) | deutscher Sprecher |
| -------------------- | ---------------------------- | ------------------ |
| Tanukichi Okuma      | Yūsuke Kobayashi             | Jan Makino         |
| Ayame Kajō           | Shizuka Ishigami             | Alice Bauer        |
| Anna Nishikinomiya   | Miyu Matsuki                 | Anna Gamburg       |
| Otome Saotome        | Satomi Arai                  | Anita Hopt         |
| Kosuri Onigashira    | Yui Horie                    | Sarah Alles        |
| Hyōka Fuwa           | Saori Gotō                   | Laurine Betz       |
| Raiki Gōriki         | Kenta Miyake                 | Peter Sura         |
| Sophia Nishikinomiya | Sayaka Ōhara                 | Katja Schmitz      |
| Oboro Tsukimigusa    | Sumire Uesaka                | Velia Krause       |
| Binkan-chan          | Yui Ogara                    | Heide Ihlenfeld    |
| Erzähler             | Shō Hayami                   | Andreas Müller     |

#### Musik
Die Filmmusik stammt von Akiyuki Tateyama. Der Vorspanntitel B-Chiku Sentai SOX (B地区戦隊SOX) wird von den Synchronsprechern unter dem Namen SOX gesungen und der von Yuki Matsuura komponierte und getextete Abspanntitel Inner Urge von Sumire Uesaka.

## Rezeption
Nach Joe Dempsey vom Anime News Network ist das Werk eine Reaktion auf die umstrittene Revision von 2010 der Jugendschutzverordnung der Präfektur Tokio, die eine stärkere Regulierung von Manga und Anime mit sexuellen Inhalten vorsieht. Dempsey sieht Shimoneta mit seiner Darstellung von Bücherverbrennungen, einer repressiven und alles überwachenden Regierung, sowie Protagonisten die wahlweise als Freiheitskämpfer oder Terroristen gesehen werden in der Tradition des Cyberpunks. Zwar seien einige Schlussfolgerungen die Shimoneta bezüglich Sexualerziehung ziehe kritikwürdig, der Protagonist wie häufig bei Light Novels eher langweilig und beinhalte bizarre Ereignisse sei aber dennoch das beste jüngere Beispiel für einen Cyberpunk-Anime in der Tradition der von Werken dieses Genres aus den 80ern und 90ern.